# Fußball-Weltmeisterschaft der Frauen 1995/Statistik
Dieser Artikel gibt einen Überblick über die Rekorde und Statistiken zur Fußball-Weltmeisterschaft der Frauen 1995.

## Torjägerinnen
- Erste Torschützin: Silvia Neid (Deutschland) in der 23. Minute des ersten Spiels gegen Japan (das offizielle Eröffnungsspiel zwischen Schweden und Brasilien begann vier Stunden später). Das Tor war zudem das 100. Tor bei einer WM der Frauen, das bisher einzige erste Tor, das zugleich ein Jubiläumstor war
- Schnellste Torschützin: Ann Kristin Aarønes (Norwegen) in der 4. Minute beim 7:0-Sieg gegen Kanada
- Jüngste Torschützin: Lisa Casagrande (Australien) mit 17 Jahren und 12 Tagen am 10. Juni zur 1:0-Führung bei der 1:4-Niederlage gegen die USA (bis 2003 jüngste WM-Torschützin). Einen Tag zuvor war Birgit Prinz im Alter von 17 Jahren 227 Tagen jüngste WM-Torschützin geworden.
- Älteste Torschützin: Pia Sundhage (Schweden) mit 35 Jahren und 114 Tagen zum 2:2 beim 3:2-Sieg gegen Deutschland (bis 2003 älteste WM-Torschützin)

### Beste Torschützinnen
| Rang | Spielerin           | Tore |
| ---- | ------------------- | ---- |
| 1    | Ann Kristin Aarønes | 6    |
| 2    | Hege Riise          | 5    |
| 3    | Heidi Mohr          | 3    |
|      | Tiffeny Milbrett    | 3    |
|      | Marianne Pettersen  | 3    |
|      | Kristin Sandberg    | 3    |
|      | Gitte Krogh         | 3    |
|      | Shi Guihong         | 3    |
|      | Kristine Lilly      | 3    |
|      | Tisha Venturini     | 3    |
|      | Bettina Wiegmann    | 3    |

Zudem 14 Spielerinnen mit zwei Toren und 33  Spielerinnen mit einem Tor

## Abschlusstabelle WM 1995
Rangliste nach Kriterien der FIFA:
| Rang | Mannschaft          | Spiele | Gewonnen | Unentschieden | Verloren | Tore  | Tordifferenz | Punkte |
| ---- | ------------------- | ------ | -------- | ------------- | -------- | ----- | ------------ | ------ |
| 01   | Norwegen            | 6      | 6        | 0             | 0        | 23:01 | +22          | 18     |
| 02   | Deutschland         | 6      | 4        | 0             | 2        | 13:06 | +7           | 12     |
| 03   | Vereinigte Staaten  | 6      | 4        | 1             | 1        | 15:05 | +10          | 13     |
| 04   | Volksrepublik China | 6      | 2        | 2             | 2        | 11:10 | +1           | 8      |
| 05   | Schweden            | 4      | 2        | 1             | 1        | 06:04 | +2           | 7      |
| 06   | Dänemark            | 4      | 1        | 0             | 3        | 07:08 | −1           | 3      |
| 07   | England (E)         | 4      | 2        | 0             | 2        | 06:09 | −3           | 6      |
| 08   | Japan               | 4      | 1        | 0             | 3        | 02:08 | −6           | 3      |
| 09   | Brasilien           | 3      | 1        | 0             | 2        | 03:08 | −5           | 3      |
| 10   | Kanada (E)          | 3      | 0        | 1             | 2        | 05:13 | −8           | 1      |
| 11   | Nigeria             | 3      | 0        | 1             | 2        | 05:14 | −9           | 1      |
| 12   | Australien (E)      | 3      | 0        | 0             | 3        | 03:13 | −10          | 0      |

Anmerkungen:
- Entscheidend für die Reihenfolge nach FIFA-Kriterien ist zunächst die erreichte Runde (Sieger, Finalist, Dritter, Halbfinalist, Viertelfinalist, Vorrundenteilnehmer). Ist die erreichte Runde gleich, entscheiden der Reihe nach die Zahl der Punkte, die Tordifferenz, die Zahl der geschossenen Tore und der direkte Vergleich. Die von der FIFA vorgenommene Platzierung von England ist damit aber nicht erklärbar.
- Entscheidungen nach Verlängerung werden mit dem Stand nach 120 Minuten gewertet, aber ohne Tore im Elfmeterschießen.
- (E) = Erste Teilnahme

## Spielerinnen
- Jüngste Finalteilnehmerin: Birgit Prinz mit 17 Jahren und 236 Tagen (aktueller Rekord)
- Jüngste Teilnehmerin, die Weltmeisterin wurde: Ingrid Sternhoff (Norwegen) ohne Einsatz mit 18 Jahren und 111 Tagen;
- Älteste Spielerin: Meg (Brasilien, 3 Einsätze) mit 39 Jahren und 159 Tagen (bis 2015 älteste WM-Spielerin)
- Die Brasilianerin Formiga nahm erstmals teil. Mit den Teilnahmen an den nächsten sechs WM-Turnieren wurde sie WM-Rekordteilnehmerin.
- Auch die Japanerin Homare Sawa, mit insgesamt sechs WM-Teilnahmen auf dem zweiten Platz der Rangliste, nahm erstmals teil.
- Bente Nordby (Norwegen) blieb als erste Torhüterin in fünf Spielen ohne Gegentor, ihre 356 Minuten ohne Gegentor wurden erst 2007 von Nadine Angerer überboten.
- Erste Gelb-Rote Karte: Suzy (Brasilien) im Spiel gegen Deutschland am 9. Juni 1995.
- Älteste vom Feld verwiesene Spielerin: Heide Støre (Norwegen) mit 31 Jahren und 346 Tagen im Halbfinale gegen die USA durch die Gelb-Rote Karte.
- Gao Hong (China) konnte als erste Torhüterin zwei Elfmeter im Elfmeterschießen halten.

## Trainer
- Gero Bisanz (Deutschland) und Even Pellerud (Norwegen), die beiden Trainer der Finalistinnen, sowie Keld Gantzhorn (Dänemark) und Tamotsu Suzuki (Japan) waren die einzigen Trainer, die bereits 1991 dabei waren
- Bisanz und Pellerud waren die ersten Trainer bei 12 WM-Spielen der Frauen, Pellerud steigerte den Rekord bis 2015 auf 25 WM-Spiele, womit er mit dem Rekordtrainer der Männer Helmut Schön gleichzog, Schön benötigte dafür aber ein WM-Turnier weniger
- Pellerud erreichte als erster Trainer zweimal das Finale (1991 und 1995 mit Norwegen)
- Lediglich die Australierinnen wurden von einem ausländischen Trainer betreut, dem Schotten Tom Sermanni
- Sylvie Béliveau (Kanada) war die einzige Trainerin, die anderen 11 Mannschaften wurden von Männern trainiert.

## Schiedsrichter / innen
- Alain Hamer (Luxemburg) zeigte als erster Schiedsrichter in einem Spiel acht Gelbe Karten (davon eine als Gelb-Rote Karte): im Vorrundenspiel Deutschland gegen Brasilien

## Qualifikation
- 55 Mannschaften wurden zur Qualifikation gemeldet, sechs mehr als vier Jahre zuvor. Zwei afrikanische Mannschaften zogen aber zurück.
- Letztmals diente die Europameisterschaft als Qualifikation für die europäischen Mannschaften. In den anderen Kontinentalverbänden ist es immer noch die Kontinentalmeisterschaft.
- Dadurch nahmen alle Kontinentalmeister an der WM teil.
- Für  Argentinien, Bolivien, Chile und Ecuador war das erste Qualifikationsspiel in Südamerika auch das allererste Länderspiel, in Afrika für Angola, Sambia und Sierra Leone, in Europa für Litauen, Slowenien und die Ukraine.

## Besonderheiten
- Erstmals wurde bei dieser WM ein Spiel im Elfmeterschießen entschieden. China setzte sich im Viertelfinale damit gegen Schweden durch, nachdem es nach 120 wie nach 90+3 Minuten 1:1 gestanden hatte. Die Gastgeberinnen hatten erst in der Nachspielzeit der regulären Spielzeit das Tor zum 1:1-Ausgleich erzielt.
- Das Finale zwischen Norwegen und Deutschland mit 17.158 Zuschauern ist das WM-Finale mit den wenigsten Zuschauern.
- Die insgesamt 112.213 Zuschauer sind die wenigsten in der WM-Geschichte.
- Es wurden genauso viele Tore geschossen wie bei der vorherigen WM.
- Der Rekord der Norwegerinnen von 368 Minuten ohne Gegentor, der bei der WM 1991 im Finale gestartet wurde und bei dieser WM im Viertelfinale endete, konnte erst 2003 von China überboten werden.
- Für Norwegen begann bei dieser WM die längste Serien mit Siegen in Folge: 10 Spiele (1995–1999) – von den USA im Halbfinale 2019 mit dem 11. Sieg in Folge überboten und im Finale auf 12 Siege in Folge gesteigert.
- Für Japan (1991–2005) und Nigeria (1991–1995 sowie 2007–2011) endete bei dieser WM die längste Serie ohne eigenes Tor mit je 4 Spielen, die aber später von Ghana (1999–2003) und Nordkorea (2007–2011) eingestellt wurden.
- Für die USA endete bei dieser WM durch die Halbfinalniederlage die Serie von 10 Spielen ohne Niederlage, im Spiel um Platz 3 begann dann eine neue Serie, die nach 11 Spielen durch die Halbfinalniederlage bei der WM 2003 endete.
- Für Deutschland begann bei dieser WM mit dem letzten Vorrundenspiel die längste Serie an Vorrundenspielen ohne Niederlage: mit 19 Spielen, die frühestens 2023 enden kann
- Für Dänemark begann mit der Niederlage im zweiten Gruppenspiel eine Serie mit 7 Niederlagen (1995–2007), die erst 2011 von den Neuseeländerinnen mit deren 8. Niederlage übertroffen wurde.
- Für Australien begann bei dieser WM mit dem ersten WM-Spiel die längste Negativserie mit mindestens einem Gegentor: 18 Spiele, die erst im zweiten Gruppenspiel 2015 mit einem 2:0 gegen Nigeria endete.
- China und Schweden trafen nach 1991 zum zweiten Mal im Viertelfinale aufeinander – bis heute die häufigste Viertelfinalpaarung
- Das Vorrundenspiel Nigeria gegen Kanada ist mit 250 Zuschauern das WM-Spiel mit den wenigsten Zuschauern.
- England war bis 2015 der einzige Neuling, der das erste Spiel gewinnen konnte – allerdings gegen einen anderen Neuling (3:2 gegen Kanada). Dann gelang dies den Niederländerinnen (1:0 gegen Neuseeland) als erster Neuling gegen eine Mannschaft mit WM-Erfahrung, die aber noch kein WM-Spiel gewinnen konnte.
- Das Halbfinale Norwegen – USA war das erste WM-Spiel des Titelverteidigers gegen seinen unmittelbaren Nachfolger und bis 2015 das erste Aufeinandertreffen der Finalisten bei der folgenden WM.

## Fortlaufende Rangliste
| Rang | Mannschaft              | Teilnahmen | Spiele | Gewonnen | Unentschieden | Verloren | Tore  | Tordifferenz | Punkte |
| ---- | ----------------------- | ---------- | ------ | -------- | ------------- | -------- | ----- | ------------ | ------ |
| 01   | Vereinigte Staaten* (=) | 2          | 12     | 10       | 1             | 1        | 40:10 | +30          | 31     |
| 02   | Norwegen* (=)           | 2          | 12     | 10       | 0             | 2        | 37:11 | +26          | 30     |
| 03   | Deutschland ↑1          | 2          | 12     | 8        | 0             | 4        | 26:16 | +10          | 24     |
| 04   | Schweden ↓1             | 2          | 10     | 6        | 1             | 3        | 24:11 | +13          | 19     |
| 05   | Volksrepublik China (=) | 2          | 10     | 4        | 3             | 3        | 21:14 | +7           | 15     |
| 06   | Dänemark ↑1             | 2          | 8      | 2        | 1             | 5        | 14:14 | ±0           | 7      |
| 07   | Italien ↓1              | 1          | 4      | 2        | 0             | 2        | 08:05 | +3           | 6      |
| 08   | England (N)             | 1          | 4      | 2        | 0             | 2        | 06:09 | −3           | 6      |
| 09   | Brasilien (=)           | 2          | 6      | 2        | 0             | 4        | 04:15 | −11          | 6      |
| 10   | Chinesisch Taipeh ↓2    | 1          | 4      | 1        | 0             | 3        | 02:15 | −13          | 3      |
| 11   | Japan ↑1                | 2          | 7      | 1        | 0             | 6        | 02:20 | −18          | 3      |
| 12   | Kanada (N)              | 1          | 3      | 0        | 1             | 2        | 05:13 | −8           | 1      |
| 13   | Nigeria ↓3              | 2          | 6      | 0        | 1             | 5        | 05:21 | −16          | 1      |
| 14   | Australien (N)          | 1          | 3      | 0        | 0             | 3        | 03:13 | −10          | 0      |
| 15   | Neuseeland ↓4           | 1          | 3      | 0        | 0             | 3        | 01:11 | −10          | 0      |

Anmerkungen:
- Ab dieser WM galt die Drei-Punkte-Regel
- Kursiv gesetzte Mannschaften waren 1995 nicht dabei, die fett gesetzte Mannschaft gewann das Turnier